# 招魂社競馬

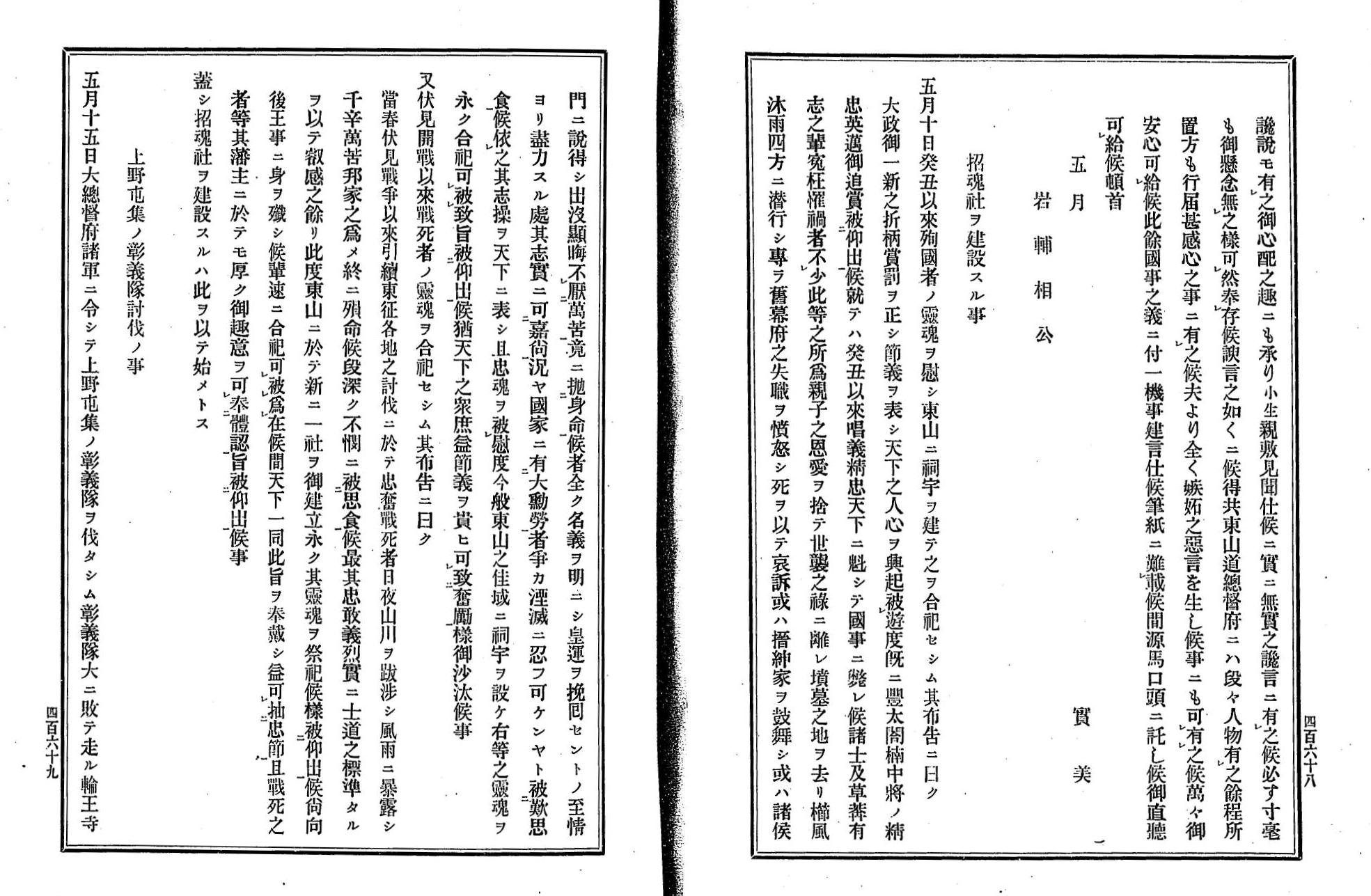
岩倉具視「招魂社を建設する事」。

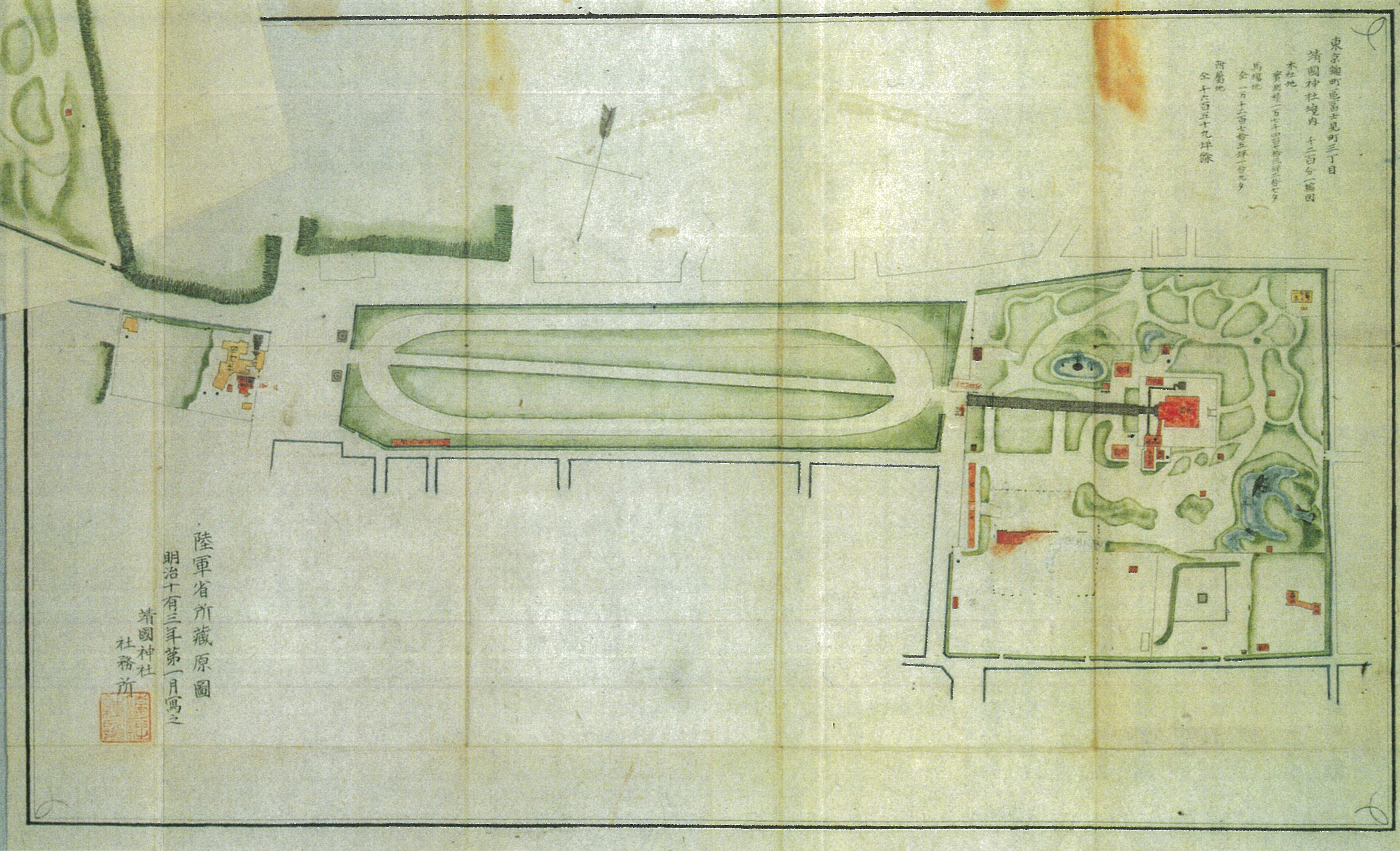
靖国神社境内図（明治13年以前）陸軍の原図を明治13年靖国神社がコピーしたもの。普通の地図とは逆で上が南　右側の赤く塗られた施設が神社本殿。中央の細長い楕円が競馬場。参道が競馬場を貫いている。馬場の一周は900メートル。

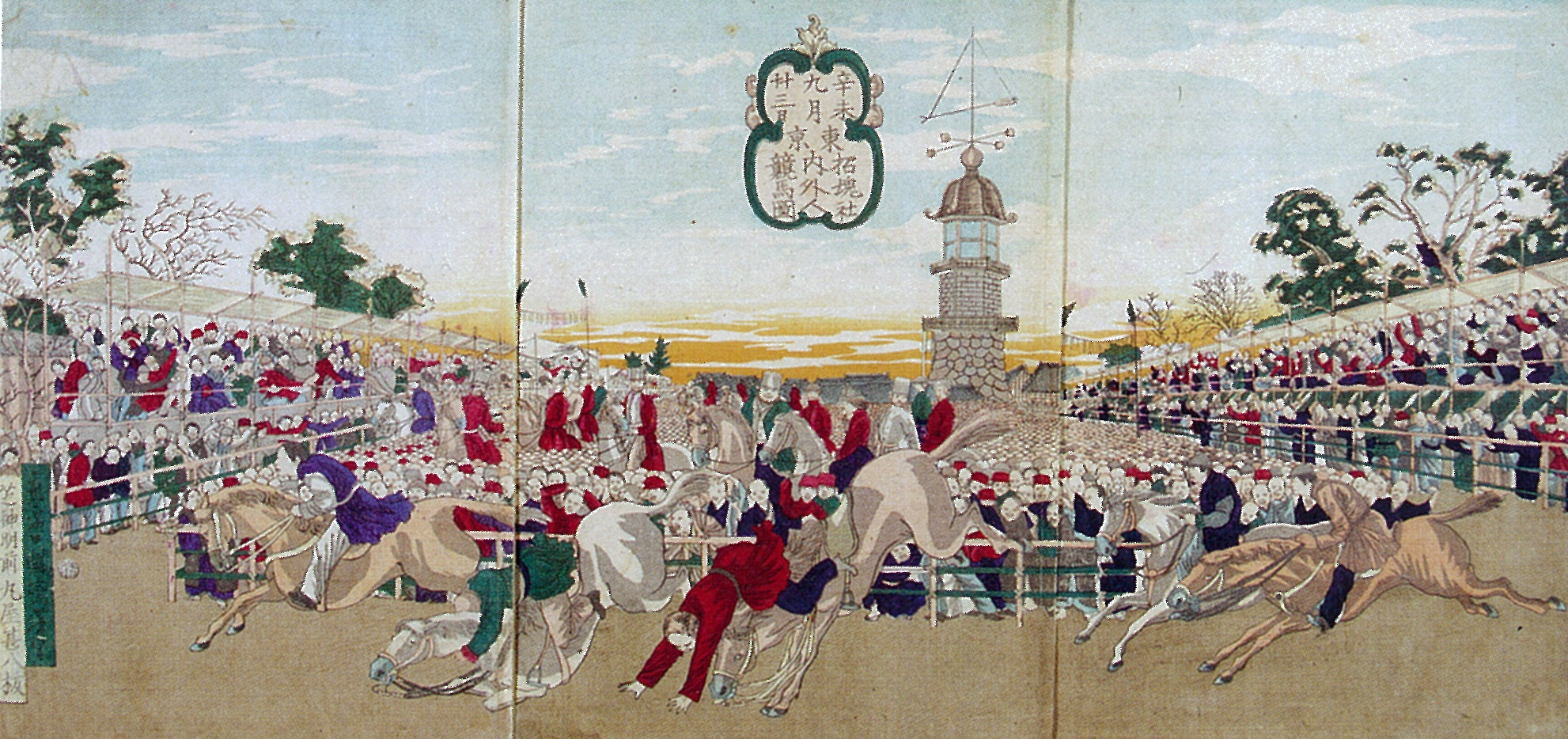
月岡芳年　東京招魂社内外人競馬図　1871年(明治4年)　観客が立錐の余地もないほど押しかけている。

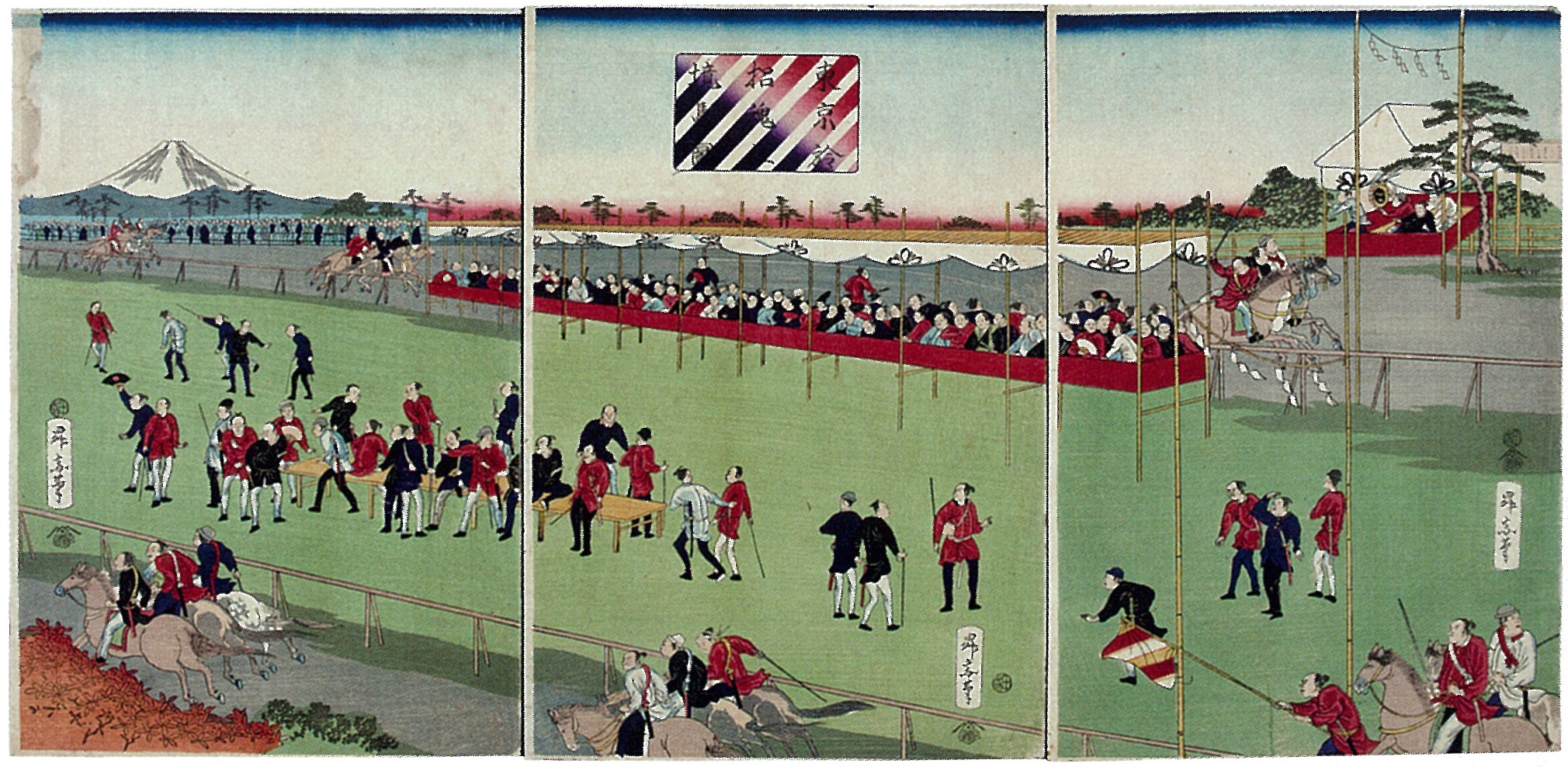
昇斎一景　東京於招魂社境馬図　1870年(明治3年)の初の競馬の図。

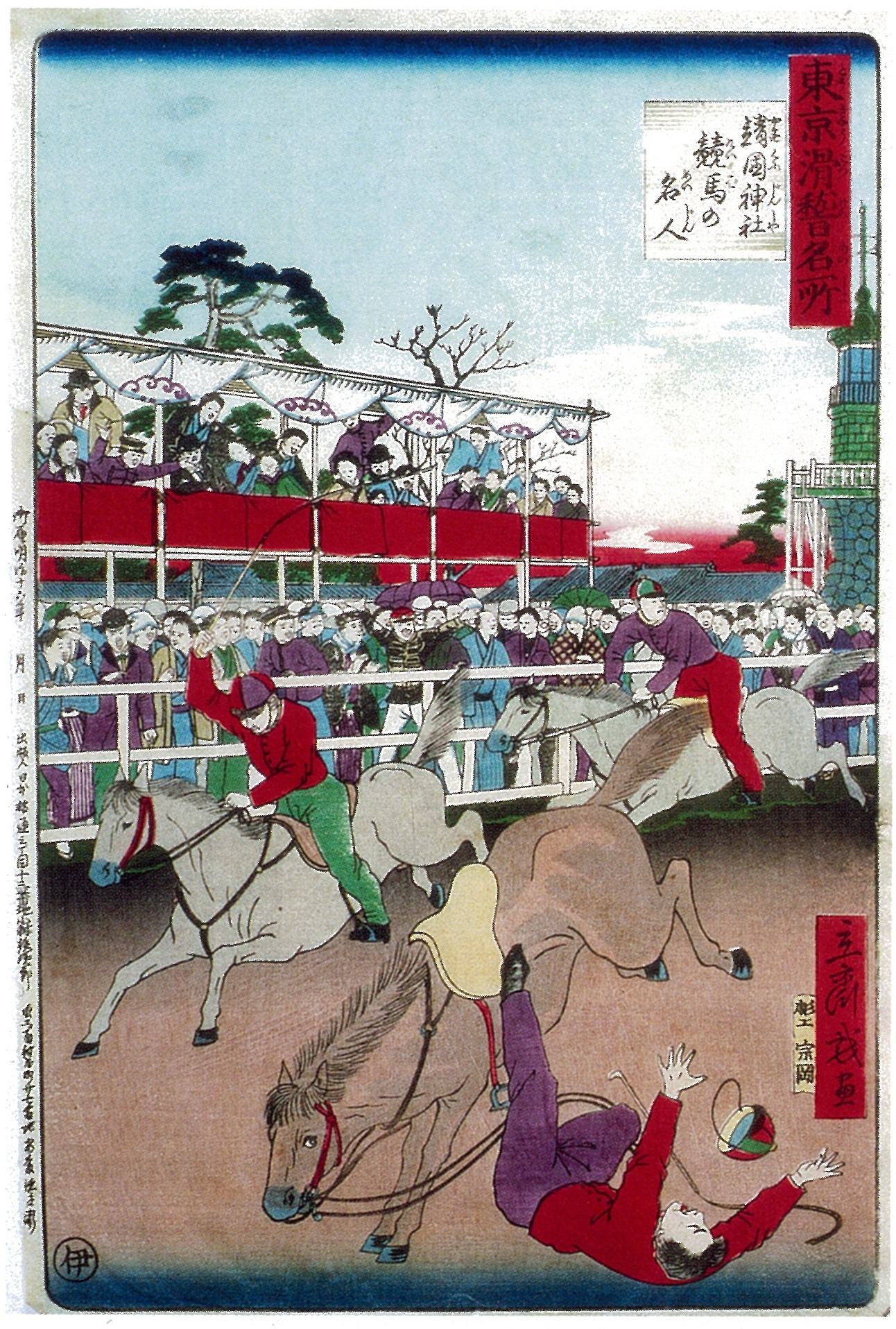
三代目 歌川広重 「東京滑稽名所　靖国神社競馬の名人」　1883年(明治16年)　招魂社競馬場はコーナーが急カーブの為に落馬は多かった。

招魂社競馬（しょうこんしゃけいば）は、1870年(明治3年)から1898年(明治31年)まで東京麹町区九段の招魂社（現在の靖国神社）境内にあった競馬場で行われていた競馬。日本人の手による最初の洋式競馬である（先に行われていた横浜や神戸の競馬は外国人によるもの）。
主催は陸軍で招魂社/靖国神社の例大祭に際に行われ、九段招魂社の「馬かけ」や九段競馬、九段馬かけ、靖国神社競馬とも呼ばれる。

## 概要
1869年(明治2年)九段に招魂社（1879年(明治12年)に靖国神社に改称）が作られた際、境内には馬場も作られた。馬場は一周約500間(900メートル)の細長い馬場で靖国神社境内図にあるように極端に細長くコーナーのカーブがきつい馬場であった。
陸軍（1872年（明治5年）までは兵部省）は1870年(明治3年)9月23日に招魂社例大祭に合わせて競馬を行う（ただし靖国神社百年史や麹町区史では1871年(明治4年)5月の例大祭で初めて競馬が行われたとしているので、それ以前は非公式な競馬だったのかもしれない、1870年（明治3年）の絵では一般の観客の姿は見られないが、1871年（明治4年）秋の競馬では観客であふれている）。陸軍では軍馬を出場させ、軍以外の一般からも競馬の出走者を募っている。翌1871年(明治4年)1月に第2回目の競馬を開催する。第2回目までは賞品を与えたり多くの観客を集めたような記録はないが、第3回目となる1871年（明治4年）5月の例大祭で行われた競馬は観客も大勢集まる盛大なもので、陸軍は1871年（明治4年）5月からは招魂社競馬の勝利者には賞品も与えるようになっている（靖国神社百年史や麹町区史の競馬の記述はこの時から始まる）。1871年（明治4年）5月の競馬で陸軍が用意した賞品は懐中時計5個、羅紗戎服地5着、フランケット5枚、ただし競馬の勝利者には一勝一品を与えたとあるから15レース行われたのであろう。
1872年(明治5年)5月の競馬では各レースの優勝者には各々白銀1枚、同年9月のレースでは勝利者に与えるものは賞品から賞金に変わり各レースの優勝賞金は1円になっている。
陸軍は毎年、招魂社/靖国神社の年三回の例大祭や臨時祭ではかならず競馬を行い、軍からだけではなく一般からの参加も認め、優勝者には賞を与えた。
1882年（明治15年）以降は年三回、各々3-4日間行われる例大祭の中で最初の2日間に競馬は行われている（靖国神社の例大祭の余興では競馬・相撲・能のなかで1つか2つが毎日行われている。）。
こののち賞金額も増えていき、出走馬数もだんだん増えていく。一回の祭礼で出走する馬はピークの1896年(明治29年)11月の祭礼競馬では268頭にもなった。1891年(明治24年)から1898年(明治31年)の間の競馬では一番出走馬が少ない時でも150頭を数えたという。レース数も増え、1887年（明治20年）5月6日の競馬では1日で20レース行われている。
主として軍人による勇壮な招魂社/靖国神社の競馬は大変な人気であったと言い、月岡芳年や三代目歌川広重の絵でも観客席が埋め尽くされている様子が書かれている。
観客には外国人もいたようで、横浜根岸競馬で1871年(明治4年)から1879年まで活躍したタイフーン号は招魂社競馬を観戦していたイギリス公使館付医師E.Wheelerが見出し購入したという。
陸軍では軍として購入した馬を調教・選別の上で招魂社/靖国神社の競馬に出場させ、良い成績を上げた馬は力に見合った価格をつけて払い下げを行っていた。招魂社/靖国神社競馬で良い成績を上げた馬は戸山や三田、横浜根岸にも出走し、つまり招魂社/靖国競馬は祭礼の余興としてだけではなく、馬匹の改良の一端も担っていた。
しかし、靖国神社の馬場は近代競馬を行うにはあまりにも狭すぎて、競馬は1898年(明治31年)には中止され、1901年(明治34年)には馬場も廃止されている。